# Schumann Heink Corona
La Schumann Heink Corona est une corona, formation géologique en forme de couronne, située sur la planète Vénus par 74,3° N et 214,5° E. Elle est localisée dans le quadrangle de Pandrosos Dorsa. Elle a été nommée en référence à Ernestine Schumann-Heink, cantatrice américaine d'origine autrichienne (1861-1936). 

## Géographie et géologie
Schumann Heink Corona couvre une surface circulaire d'environ 122 km de diamètre. 